# Berthe Granval
Pour les articles homonymes, voir Berthe.
Berthe Granval (ou Berthe Grandval) est une actrice française, née le 18 avril 1942 à Paris.

## Filmographie

### Cinéma
- 1961 : Les Démons de minuit de Marc Allégret et Charles Gérard : Sophie
- 1962 : Comme un poisson dans l'eau d'André Michel : Marie-Angélique
- 1962 : Les Parisiennes, de Marc Allégret : Suzanne
- 1962 : Les Sept Péchés capitaux, de Roger Vadim : une vendeuse
- 1962 : Nous irons à Deauville de Francis Rigaud : Sophie
- 1962 : La Loi des hommes de Charles Gérard : la secrétaire
- 1963 : Germinal d'Yves Allégret : Catherine Maheu
- 1963 : Dans le vent, court métrage de Jacques Rozier : la narratrice (voix off)
- 1964 : Cherchez l'idole de Michel Boisrond : Gisèle
- 1964 : Monsieur de Jean-Paul Le Chanois : Nathalie Bernadac
- 1966 : La Longue Marche d'Alexandre Astruc : la fille du pharmacien
- 1973 : La Maman et la Putain de Jean Eustache : amie de Marie

### Télévision
- 1968 : Provinces (série TV)